# Бодо (Румунія)
Бодо (рум. Bodo) — село у повіті Тіміш в Румунії. Входить до складу комуни Балінц.
Село розташоване на відстані 363 км на північний захід від Бухареста, 51 км на схід від Тімішоари.

## Населення
За даними перепису населення 2002 року у селі проживали 480 осіб.
Національний склад населення села:
| Національність | Кількість осіб | Відсоток |
| -------------- | -------------- | -------- |
| угорці         | 397            | 82,7%    |
| румуни         | 70             | 14,6%    |
| українці       | 8              | 1,7%     |

Рідною мовою назвали:
| Мова       | Кількість осіб | Відсоток |
| ---------- | -------------- | -------- |
| угорська   | 399            | 83,1%    |
| румунська  | 69             | 14,4%    |
| українська | 8              | 1,7%     |